# Dorisch (toonladder)
De naam dorisch wordt gebruikt om een bepaalde toonladder aan te duiden. De dorische modus is de kerktoonladder die opgebouwd is als de reeks stamtonen D-E-F-G-A-B-C, met de toonafstanden
D - 1 - E - ½ - F - 1 - G - 1 - A - 1 - B - ½ - C - 1 - D
Kenmerkend voor de dorische toonladder is de grote sext (dorische sext).
Voorbeelden van melodieën die deze toonladder gebruiken zijn het begin van What shall we do with the drunken sailor, Greensleeves en Scarborough fair. Enkele voorbeelden van jazzcomposities in dorische modus zijn Maiden Voyage van Herbie Hancock en So What van Miles Davis.
Deze modus is gebaseerd op de Dorische modus uit tonica re die men in de middeleeuwse Kerk gebruikte voor het gregoriaans. Johan Onvlee is een Nederlands musicus die zijn bekendheid vooral dankt aan zijn cd's in de Dorische toonladder.

## Voorbeelden van dorische toonladders
D dorisch
Het afspelen van audio wordt niet ondersteund in uw browser. U kunt het audiobestand downloaden.
C dorisch
Het afspelen van audio wordt niet ondersteund in uw browser. U kunt het audiobestand downloaden.

## De Dorische van Bach
BWV 538, een orgelstuk van Johann Sebastian Bach is lange tijd dorisch genoemd, omdat het stuk begint met een D en er aan het begin geen voortekening staat, maar is bij nader inzien niet in deze toonladder geschreven, maar in d-mineur.
Ionisch ·
Dorisch · 
Frygisch ·
Lydisch ·
Mixolydisch ·
Eolisch ·
Locrisch